# Trestonia signifera
Trestonia signifera là một loài bọ cánh cứng trong họ Cerambycidae.